# Ритчи, Мег
Маргарет (Мег) Элизабет Ритчи (англ. Margaret "Meg" Elizabeth Ritchie; род. 6 июля 1952, Керколди, Файф), в замужестве Стоун (англ. Stone) — британская шотландская легкоатлетка, специалистка по метанию диска и толканию ядра. Выступала за сборные Великобритании и Шотландии по лёгкой атлетике в 1970-х и 1980-х годах, чемпионка Игр Содружества, многократная победительница первенств национального значения, действующая рекордсменка Великобритании в метании диска, участница двух летних Олимпийских игр.

## Биография
Мег Ритчи родилась 6 июля 1952 года в городе Керколди, Шотландия. Занималась лёгкой атлетикой в Эдинбурге, проходила подготовку в клубе Edinburgh Southern Harriers.
Начиная с 1975 года входила в число сильнейших британских легкоатлеток, прервав гегемонию титулованной Розмари Пейн, неоднократно становилась чемпионкой Великобритании и Шотландии в метании диска и толкании ядра.
Впервые заявила о себе на международном уровне в сезоне 1978 года, когда вошла в состав британской национальной сборной и выступила на чемпионате Европы в Праге, где в зачёте метания диска стала 13-й. Также в этом сезоне представляла Шотландию на Играх Содружества в Эдмонтоне — заняла восьмое и четвёртое места в толкании ядра и метании диска соответственно.
В 1979 году была пятой в метании диска на Кубке Европы в Турине.
Благодаря череде удачных выступлений удостоилась права защищать честь страны на летних Олимпийских играх 1980 года в Москве — в финале метнула диск на 61,16 метра, расположившись в итоговом протоколе соревнований на девятой строке.
После московской Олимпиады Ритчи осталась действующей спортсменкой на ещё один олимпийский цикл и продолжила принимать участие в крупнейших международных стартах. Так, в начале 1980-х годов она активно выступала на различных студенческих соревнованиях в США, представляя Аризонский университет, в том числе становилась чемпионкой первого дивизиона Национальной ассоциации студенческого спорта. В апреле 1981 года на соревнованиях в калифорнийском Уолнате установила ныне действующий национальный рекорд Великобритании в метании диска — 67,48 метра.
В 1982 году в метании диска одержала победу на Играх Содружества в Брисбене.
В мае 1983 года на соревнованиях в Тусоне установила рекорд Шотландии в толкании ядра — 19,05 метра. Помимо этого, отметилась выступлением на впервые проводившемся чемпионате мира по лёгкой атлетике в Хельсинки, где показала восьмой результат в метании диска и заняла 16-е место в толкании ядра. На Кубке Европы в Лондоне была в метании диска пятой.
Находясь в числе лидеров британской легкоатлетической команды, благополучно прошла отбор на Олимпийские игры 1984 года в Лос-Анджелесе — на сей раз метнула диск на 62,58 метра, став в финале пятой.
Завершив спортивную карьеру, Мег Ритчи осталась жить в США, вышла замуж за доктора Майкла Стоуна и взяла его фамилию. Занимала должность директора Консорциума улучшения спортивных результатов при Восточном университете штата Теннесси, была директором Центра совершенствования тренерского образования, работала помощницей тренера по метательным дисциплинам в женской и мужской университетских легкоатлетических командах.